# Isaac de Porthau
Isaac de Porthau (Béarn, 30 gennaio 1617 – Pau, 13 luglio 1712) è stato un abate, militare e agente segreto francese della regione della Guascogna, moschettiere nero della Maison du Roi nella Francia del XVII secolo.
Era cugino di secondo grado del conte di Troisville, capitano dei moschettieri della guardia, e cugino primo di Armand d'Athos. È stato l'ispirazione per Porthos, il personaggio di Alexandre Dumas nel romanzo I tre moschettieri.

## Biografia
Nato a Béarn, da Isaac de Porthau (anche Portau o Portaut) de Camptort de Campagne de Castetbon, segretario del Parlamento di Béarn, e Clémence de Brosser, primogenito di quattro figli: Jean, Jeanne e Sarah. Anche suo fratello Jean divenne un moschettiere nero e potrebbe essere in parte responsabile delle rappresentazioni immaginarie di Porthau.
Prestò servizio in compagnia di Alexandre des Essarts, cugino del conte di Troisville, prima di unirsi ai moschettieri della guardia nel 1642. Aveva due figli: Arnaud e Jean.
Dopo la morte del padre nel 1654, lasciò la guardia e subentrò come segretario del Parlamento del Béarn. Morì di ictus il 13 luglio 1712 e fu sepolto nella cappella del Santo Sacramento, nella chiesa di San Martino, a Pau.

## Discendenza
Secondo un numero di Macmillan's Magazine del 1899:
Chiaramente accettò questa interpretazione del nome di famiglia, poiché il blasone delle loro armi (senza tinture, poiché la fonte è un sigillo) era: Un leone rampante e in capo due torri merlate, murate e infiammate, una al destro e l'altra al sinistro.
Queste armi gli furono concesse al Porthaus il 24 novembre 1674. Non è stato registrato quale fosse l'arma prima di questa data.